# هسو لي يانغ
هسو لي يانغ (بالإنجليزية: Hsu Li Yang)‏ هو لاعب شطرنج سنغافوري، ولد في 1972 في سنغافورة.

## وصلات خارجية
- هسو لي يانغ على موقع الاتحاد الدولي للشطرنج (الإنجليزية)
- هسو لي يانغ على موقع مباريات الشطرنج (الإنجليزية)
- هسو لي يانغ على موقع 365Chess.com (الإنجليزية)
- هسو لي يانغ على موقع Chesstempo.com (الإنجليزية)
- هسو لي يانغ سجل أولمبياد الشطرنج على موقع OlimpBase.org (الإنجليزية)